# Dichelopandalus bonnieri
Dichelopandalus bonnieri is een garnalensoort uit de familie van de Pandalidae. De wetenschappelijke naam van de soort werd in 1896 voor het eerst geldig gepubliceerd door Caullery.